# Conor Gallagher
Conor John Gallagher (2000. február 6. –) angol labdarúgó, középpályás. A LaLigában szereplő Atlético Madrid játékosa, és az angol válogatott tagja.

## Pályafutása

### Chelsea
2008-ban 8 évesen csatlakozott a klub akadémiájára az Epsom Eagles csapatától.
2018-ban további három évre szerződést kötött az együttessel. Kisebb szívműtéten is átesett ebben az évben. A 2018/19-es idényben a Chelsea Akadémia játékosa címet elnyerte.

#### A felnőttcsapatban
2019. május 29-én Maurizio Sarri nevezte első alkalommal a csapatban, a 2018/19-es Európa Liga döntőjében az Arsenal ellen.
2019 augusztusában újabb hároméves szerződést kötött az csapattal. Egy évvel később 
2020. szeptember 17-én pedig ötéves  szerződést kötöttek vele.
2022. augusztus 6-án a 2022/23-as bajnokság nyitófordulójában az Everton ellen debütált a Chelsea színeiben. A második félidő 90+9. percében váltotta Jorginhot.

#### Charlton Athletic(kölcsönben)
2019. augusztus 2-án érkezett kölcsönbe a másodosztályú csapathoz a 2019/20-as idényre.
A következő napon már debütált a Blackburn Rovers FC elleni 1–2-s idegenbeli bajnokin, a 66. percben Naby Sarr-t váltva. 
A második fordulóban a Stoke City ellen lépett pályára először kezdőként, és az első gólját is megszerezte a csapat színeiben.
A következő héten a Barnsley FC ellen gólt szerzett a 40. percben, majd a csapat második gólja előtt büntetőt harcolt ki a 2–2-s találkozón.
Két héttel később szerezte meg a második gólját a Brentford FC ellen az 5. fordulóban.
Ezek teljesítmény után a hónap legjobb fiatal játékosának választották a bajnokságban.
2020. január 14-én távozott a csapattól miután a Chelsea visszahívta csapatába.

#### Swansea City(kölcsönben)
2020. január 15-én igazolta le kölcsönbe a walesi, angol másodosztályú együttes, ahol a szezon végéig volt a csapatnál.
A bajnokságban 19-szer, míg a Championship Play-offsban kétszer lépett pályára.

#### West Bromwich Albion(kölcsönben)
2020. szeptember 17-én a 2020/21-es szezonra csatlakozott a Premier Leagueben szereplő csapathoz.
Szeptember 22-én egy EFL Kupa mérkőzésén lépett pályára első alkalommal a csapat színeiben, a Brentford FC ellen.
Október 10-én a Burnley elleni 0–0-s bajnoki 5. fordulójában mutatkozott be karrierje során először a Premier Leagueben.
November 28-án szerezte első, és a következő fordulóban utolsó gólját az együttesben a Sheffield United FC, és a Crystal Palace ellen.

#### Crystal Palace(kölcsönben)
2021. július 30-án csatlakozott a 2021/22-es idény végig a csapathoz kölcsönben.
Augusztus 14-én a bajnokság első fordulójában a Chelsea ellen nem került be a csapat keretébe.
A következő héten a Brentford elleni 0–0-s mérkőzésén debütált a csapatban.
Első gólját a 3. fordulóban szerezte a West Ham United elleni 2–2-s mérkőzésén, érdekesség, hogy duplázott a találkozón.
December 12-én a hatodik gólját szerezte a bajnokságban, az Everton ellen, és eddig három asszisztot is jegyzett, és ezzel minden idők 21 év alatti játékos lett, aki elérte ezt a rekordot.
2022. április 15-én a Chelsea FC nem engedte meg, hogy pályára lépjen ellenük a FA Kupa elődöntő mérkőzésén. Később a Chelsea edzője Thomas Tuchel elnézést kért emiatt Conortól.

#### Atlético Madrid
2024. augusztus 21-én az bejelentette, hogy öt évre szóló szerződést kötött Gallagherrel, akiért sajtóhírek szerint 40-42 millió eurót fizetett a spanyol csapat.

## Válogatott karrier

### Anglia
Tagja volt az U; 17, 18, 19, 20, 21-es válogatottaknak.
Az U17-es csapattal világbajnok lett, 2017-ben.
Az U19-es csapattal szerepelt a 2018-as U19-es labdarúgó-Európa-bajnokságon, majd az U21-es együttessel szerepelt a 2021-es U21-es labdarúgó-Európa-bajnokságon.

#### A felnőttcsapatban
2021. november 14-én Gareth Southgate szövetségi kapitány behívta a  VB selejtező utolsó mérkőzésére.
A következő napon csereként debütál idegenbeli környezetben a San Marinó elleni 10–0-s kiütéses mérkőzésén, a második félidő előtt Kalvin Phillips-et váltotta.
2022. november 10-én Gareth Southgate szövetségi kapitány nevezte a 26-fős keretbe a 2022-es katari világbajnokságra.

## Magánélete
Gallagher Epsomban született Lee és Samantha Gallagher gyermekeként, egy négygyermekes családban. Testvérei; Jake, Josh és Dan. Great Bookhamban nőt fel, és a Howard of Effingham School iskolájában tanult.

## Statisztika
2023. június 8-i állapot szerint.
| Klub                           | Szezon           | Bajnokság        | Bajnokság | Bajnokság | Kupa  | Kupa  | Ligakupa | Ligakupa | Nemzetközi | Nemzetközi | Egyéb | Egyéb | Összes | Összes |
| Klub                           | Szezon           | Liga             | Merk.     | Gólok     | Mérk. | Gólok | Mérk.    | Gólok    | Mérk.      | Gólok      | Mérk. | Gólok | Mérk.  | Gólok  |
| ------------------------------ | ---------------- | ---------------- | --------- | --------- | ----- | ----- | -------- | -------- | ---------- | ---------- | ----- | ----- | ------ | ------ |
| Chelsea                        | 2018/19          | Premier League   | —         | —         | —     | —     | —        | —        | 0          | 0          | —     | —     | 0      | 0      |
| Chelsea                        | 2022/23          | Premier League   | 35        | 3         | 1     | 0     | 1        | 0        | 8          | 0          | —     | —     | 45     | 3      |
| Chelsea                        | Összesen         | Összesen         | 35        | 3         | 1     | 0     | 1        | 0        | 8          | 0          | 0     | 0     | 45     | 3      |
| Charlton Athletic (kölcsön)    | 2019/20          | Championship     | 26        | 6         | 0     | 0     | 0        | 0        | —          | —          | —     | —     | 26     | 6      |
| Charlton Athletic (kölcsön)    | Összesen         | Összesen         | 26        | 6         | 0     | 0     | 0        | 0        | —          | —          | —     | —     | 26     | 6      |
| Swansea City (kölcsön)         | 2019/20          | Championship     | 19        | 0         | 0     | 0     | 0        | 0        | —          | —          | 2     | 0     | 21     | 0      |
| Swansea City (kölcsön)         | Összesen         | Összesen         | 19        | 0         | 0     | 0     | 0        | 0        | —          | —          | 2     | 0     | 21     | 0      |
| West Bromwich Albion (kölcsön) | 2020/21          | Premier League   | 30        | 2         | 1     | 0     | 1        | 0        | —          | —          | —     | —     | 32     | 2      |
| West Bromwich Albion (kölcsön) | Összesen         | Összesen         | 30        | 2         | 1     | 0     | 1        | 0        | —          | —          | —     | —     | 32     | 2      |
| Crystal Palace (kölcsön)       | 2021/22          | Premier League   | 34        | 8         | 4     | 0     | 1        | 0        | —          | —          | —     | —     | 39     | 8      |
| Crystal Palace (kölcsön)       | Összesen         | Összesen         | 34        | 8         | 4     | 0     | 1        | 0        | —          | —          | —     | —     | 39     | 8      |
| KARRIER ÖSSZESEN               | KARRIER ÖSSZESEN | KARRIER ÖSSZESEN | 144       | 19        | 6     | 0     | 3        | 0        | 8          | 0          | 2     | 0     | 163    | 19     |

1. ↑  Mérkőzése(i) az Európa Ligában
2. ↑  Mérkőzése(i) a Bajnokok Ligájában
3. ↑  Mérkőzés(i) a Championship play-offs-ban

### A válogatottban
2022. június 10-i állapot szerint.
| Anglia   | Anglia | Anglia |
| Év       | Mérk.  | Gólok  |
| -------- | ------ | ------ |
| 2021     | 1      | 0      |
| 2022     | 3      | 0      |
| ÖSSZESEN | 4      | 0      |

## Sikerei, díjai
- Chelsea
  - Európa Liga: 2018/19

### A válogatottban
- Anglia U17
  - 2017-es U17-es világbajnokság